# Steinmühle (Hummeltal)
Steinmühle ist ein Gemeindeteil der Gemeinde Hummeltal im Landkreis Bayreuth (Oberfranken, Bayern). Steinmühle liegt in der Gemarkung Pittersdorf.

## Geografie
Der ehemalige Weiler ist mittlerweile in der Pittersdorfer Ortsstraße Zum Steingraben aufgegangen. Er liegt an der in Süd-Nord-Richtung fließenden Mistel, in die innerorts der Weidesbach als linker Zufluss und der Theuersbach als rechter Zufluss münden. Die Ortsstraße führt zur Staatsstraße 2163 (0,7 km südwestlich) bzw. nach Gesees (1,1 km östlich).

## Geschichte
Gegen Ende des 18. Jahrhunderts bestand Steinmühle aus einem Anwesen und gehörte zur Realgemeinde Pittersdorf. Die Hochgerichtsbarkeit stand dem bayreuthischen Stadtvogteiamt Bayreuth zu. Die Verwaltung Ramsenthal war Grundherr der Mühle.
Von 1797 bis 1810 unterstand der Ort dem Justiz- und Kammeramt Bayreuth. Mit dem Gemeindeedikt wurde Steinmühle dem 1812 gebildeten Steuerdistrikt Pettendorf und der im gleichen Jahr gebildeten Ruralgemeinde Pittersdorf zugewiesen. Am 1. April 1971 wurde Steinmühle im Zuge der Gebietsreform in Bayern in die Gemeinde Hummeltal eingegliedert.

### Einwohnerentwicklung
| Jahr      | 001819 | 001822 | 001861 | 001871 | 001885 | 001900 | 001925 | 001950 | 001961 | 001970 | 001987 |
| Einwohner | *      | 15     | 14     | 7      | 10     | 11     | 13     | 24     | 13     | 8      | *      |
| Häuser    |        | 1      |        |        | 1      | 1      | 2      | 3      | 3      |        | *      |
| Quelle    | [ 8 ]  | [ 5 ]  | [ 9 ]  | [ 10 ] | [ 11 ] | [ 12 ] | [ 13 ] | [ 14 ] | [ 15 ] | [ 16 ] | [ 17 ] |

## Religion
Steinmühle ist evangelisch-lutherisch geprägt und nach St. Marien (Gesees) gepfarrt.